# Sébastien Roubinet
Sébastien Roubinet, né le 3 novembre 1973,  est un marin et aventurier français. Il conçoit et construit ses bateaux pour de nombreuses  expéditions en arctique. En 2007, il a traversé le passage du Nord-Ouest uniquement à la voile.

## Le passage du Nord-Ouest
Anne Lise Vacher-Morazzani, Éric André et Boris Teisserenc ont été tour à tour équipiers de Sébastien dans cette aventure. Ils ont réalisé le passage du Nord-Ouest, reliant l'océan Pacifique à l'océan Atlantique durant l'été 2007. Partis le 19 mai 2007 d'Anchorage, ils ont rallié les côtes du Groenland le 9 septembre 2007, après trois mois et 21 jours de navigation uniquement à la voile,.
Pour cette expédition, ils ont navigué sur Babouche. Sébastien et Anne-Lise ont conçu et construit Babouche, un catamaran des glaces, léger et résistant, capable de naviguer sur l'eau et de glisser sur la glace. L'objectif de ce projet est d'allier défi sportif, innovation et respect de la nature.

## Traversée du Cap Horn
Dans le cadre du Défi Terrésens, Sébastien Roubinet et Yvan Bourgnon  partent du Chili et rejoignent Ushuaïa (Argentine), en traversant le Cap Horn, en moins de 60 heures et sur un petit catamaran ; une véritable prouesse que la presse spécialisée a salué à l'époque,.

## Publications

### Ouvrages
- « Babouche », le passage du Nord-Ouest à la voile pure (2007), préface de Christian de Marliave[7].
- La voie du pôle : 2011-2013 (2013), Rodolphe André; Sébastien Roubinet; Vincent Berthet.
- Océan de glace (2018), Éric André, Vincent Colliard, Sébastien Roubinet, Moulès-et-Baucels : Adrénaline expédition.

### Vidéos DVD
- La voie du pôle (2011), Thierry Robert; Rodolphe André; Sébastien Roubinet, Dieulefit, Le Cinquième rêve.
- Babouchka, l'enfer du pôle (2014), Thierry Robert; Vincent Berthet; Tristan Nihouarn; Sébastien Roubinet, Dieulefit, Le Cinquième rêve.